# Résolution 1368 du Conseil de sécurité des Nations unies
Membres permanents
- Chine
- États-Unis
- France
- Royaume-Uni
- Russie

Membres non permanents
- Bangladesh
- Colombie
- Irlande
- Jamaïque
- Mali
- Maurice
- Norvège
- Singapour
- Tunisie
- Ukraine

Résolution no 1367 Résolution no 1369
La résolution 1368 du Conseil de sécurité des Nations unies est adoptée à l'unanimité le 12 septembre 2001. Elle exprime la détermination du Conseil à lutter contre les menaces à la paix et à la sécurité internationales résultant d'actes de terrorisme et reconnaissant le droit de légitime défense individuelle et collective avant de condamner les attentats du 11 septembre 2001 aux États-Unis
.
Elle est proposée par le diplomate français Jean-David Levitte.
Le Conseil de sécurité condamne fermement les attentats perpétrés à New York, à Washington et en Pennsylvanie et estime que ces incidents menacent la paix et la sécurité internationales. Elle exprime sa sympathie et ses condoléances aux victimes et à leurs familles ainsi qu'au gouvernement des États-Unis.
La résolution appelle tous les pays à coopérer pour traduire en justice les auteurs, les organisateurs et les commanditaires des attaques et pour que ceux qui soutiennent ou hébergent les auteurs, les organisateurs et les commanditaires soient tenus responsables. La communauté internationale est appelée à intensifier ses efforts pour réprimer et prévenir les activités terroristes grâce à la coopération et à la mise en œuvre des conventions antiterroristes et des résolutions du Conseil de sécurité, en particulier la résolution 1269 (1999).
La résolution 1368 conclut que le Conseil se déclarait prêt à prendre des mesures pour répondre aux attaques et lutter contre toutes les formes de terrorisme, conformément à la Charte des Nations unies.